# C'è del marcio
C'è del marcio è il quarto romanzo della serie di Jasper Fforde che ha per protagonista la detective letteraria Thursday Next. Rappresenta la continuazione diretta della storia narrata nel precedente Il pozzo delle trame perdute.
Il titolo proviene dal celebre atto I - scena IV dell'Amleto di William Shakespeare: "C'è del marcio nel regno di Danimarca".

## Trama
Ci pensai su un momento.

"Qualcuno che mi conosceva benissimo e appariva quando ce n'era bisogno".

"Conosco una persona così" commentò Landen "e se le va mi piacerebbe portarla fuori a cena. Dove ti piacerebbe andare?"

Pensai alla donna anziana nel letto, vestita di cotone a quadrettini blu, in attesa dell'ultima strofa, e a tutta la gente che era venuta a salutarla. La vita, decisi, sarebbe stata bella e, soprattutto, insolita.

"Se sono insieme a te" gli risposi con tenerezza " lo Smileyburger è il Ritz".»
(Jasper Fforde, C'è del marcio)
Il libro narra il ritorno di Thursday Next al mondo reale (o esterno a quello dei libri), nella città natale Swindon, accompagnata da Amleto, Principe di Danimarca, la cui escursione al di fuori del mondo dei libri rappresenta il filo conduttore dell'intera trama.
Thursday è ancora il Banditore di Giurisfiction, il corpo di polizia interno alla narrativa, ed è sulle tracce del Minotauro, sfuggitole alla fine del precedente romanzo; in realtà Thursday è stanca di vivere nei libri e pertanto vuole tornare al suo mondo, e cercare di riavere indietro l'amato marito Landen, che era stato sradicato dal flusso del tempo da un ufficiale corrotto della Cronoguardia, al soldo della Goliath Corporation nel 1947. Nonostante Landen sia stato sradicato, Thursday ha portato a termine la gravidanza dando alla luce il figlio Friday Next, che in occasione della vicenda narrata ha due anni d'età.
Thursday e Friday si trasferiscono così in casa della madre di lei Wednesday a Swindon, insieme ad Amleto, che nel mondo reale è tormentato dalla necessità di sapere cosa il pubblico dei lettori e dei frequentatori di teatro pensino di lui. Il suo timore principale è di essere giudicato un eterno indeciso. Wednesday è sempre molto ospitale, e la sua funzione principale sembra essere quella di offrire continuamente tè e torta Battenberg ai suoi numerosi e particolari ospiti, fra i quali Emma Hamilton, Otto von Bismarck, e un'intera famiglia di dodo, compresa la già nota Pickwick. La Hamilton e Bismarck si trovano in casa per un periodo di riposo, mentre il padre di Thursday (reintegrato in servizio attivo nella Cronoguardia) appare impegnato nella sistemazione di alcuni momenti storici che li riguardano, come la morte di Orazio Nelson nella battaglia di Trafalgar e la contesa danese-prussiana sul territorio dello Schleswig-Holstein.
Nonostante le pregresse infrazioni che l'avevano indotta a fuggire nel Mondo dei Libri, Thursday riesce a riavere il suo precedente incarico di detective letteraria presso le OPS-27 e rincontra i suoi vecchi colleghi d'un tempo. Purtroppo la squadra è impegnata nella ricerca dei libri danesi, che sono stati banditi su tutto il territorio inglese, e che quindi Thursday e gli altri ipotizzano di trafugare clandestinamente nel Galles per evitarne la distruzione. In assenza di Thursday, Yorrick Kaine si è alleato con la Goliath Corporation, che ha in programma la trasformazione in una struttura ecclesiastica, ed ha iniziato un programma di propaganda delle proprie attività benefiche e dimostrazione tangibile del proprio pentimento. Kaine, che mostra di aver misteriosamente soggiogato le volontà dei membri del parlamento e di chiunque gli si avvicini, pianifica di sbarazzarsi dell'anziano presidente George Formby, che si tiene di regola a debita distanza da lui e rappresenta il suo unico vero antagonista politico credibile. Utilizzando questa incomprensibile influenza, Kaine ha convinto l'Inghilterra che il suo peggior nemico sia la Danimarca, e fra gli altri provvedimenti ha bandito tutte le merci di fabbricazione danese, e in particolare i libri. Yorrick, che è in realtà originario del mondo dei libri, ha assunto una killer per uccidere Thursday, che sa essere per lui l'unica vera minaccia. Si tratta di Cindy Stoker, moglie dell'amico Spike, l'ammazzavampiri, il quale non sospetta minimamente quale sia la vera attività della donna. Il padre di Thursday avvisa la protagonista che Cindy tenterà tre volte di ucciderla, e che alla terza la killer morrà. Thursday è preoccupata quindi per la sofferenza che questo causerà a Spike, e tenta più volte inutilmente di dissuadere Cindy dal suo intento criminoso.
Il padre di Thursday l'ammonisce inoltre che le ambizioni di Kaine potrebbero causare un'apocalisse nucleare, e che solo lei potrà fermarlo. Inoltre la protagonista riceve la visita di due agenti di Giurisfiction che conosce bene, (Mrs Tiggy-Winkle e l'Imperatore Zhark) che le riferiscono i problemi che stanno nascendo nel Mondo dei Libri: in assenza del suo protagonista, l'Amleto si è fuso con Le allegre comari di Windsor generando una nuova rappresentazione dal titolo "Le allegre comari di Elsinore", che si rivela di qualità scadente rispetto alle originali (l'Imperatore Zhark, nel giudicarla, le dice che la nuova opera "ci mette un sacco a diventare divertente, e quando finalmente lo diventa muoiono tutti"). A tutto ciò si aggiunge la necessità di trovare qualcuno che si occupi di Friday in sua assenza.
La Goliath Corporation ha deciso di trasformarsi in nuova religione mondiale allo scopo di evitare le catastrofiche conseguenze di una profezia secondo cui la compagnia crollerà a meno che questa trasformazione non avvenga. Thursday incontra il CEO presso la sede della Goliath nell'Isola di Man il quale le promette che lo sradicamento di Landen verrà tolto in cambio del suo perdono. In effetti Thursday si rende conto che ha concesso il suo perdono sotto l'effetto di una sorta di condizionamento mentale; ad ogni modo il ritorno di Landen nel flusso temporale è graduale e intermittente. Landen appare e scompare, e sulle prime ha difficoltà a credere a tutto quel che Thursday gli racconta sul suo sradicamento; egli ricorda il periodo dello sradicamento come una lunga attesa che lei ritornasse da lui. Thursday si impegna nel frattempo in altre disavventure, come il trasporto clandestino in Galles di dieci tir carichi di letteratura danese bandita dall'Inghilterra di Kaine, l'individuazione, con l'aiuto del suo amico Neanderthal, di un clone illegale ancora in vita di William Shakespeare che possa riparare "Le allegre comari di Elsinore" permettendo il rientro di Amleto nel mondo dei libri, ed insegnare a Friday a parlare.
Ma il compito più arduo è la vittoria della finale di Croquet Superhoop 1988 da parte della squadra locale, Swindon Mallets. Solo così Thursday potrà infatti impedire a Kaine e alla Goliath di prevalere, evitando la fine del mondo secondo una profezia. La squadra degli Swindon Mallets è stata però decimata da minacce e intimidazioni da parte della Goliath, per cui Thursday stringe un patto con i Neanderthal: loro giocheranno a croquet, e in cambio Thursday li aiuta a sconfiggere la loro sterilità congenita. La vittoria nella finale arriva anche a seguito di una serie di esperienze di pre-morte di Thursday, che si ritrova in una stazione di servizio mai costruita sull'autostrada M4, che è in realtà una linea di confine con l'aldilà, dalla quale con l'aiuto di Spike Thursday aveva salvato l'anziano presidente Formby.
Il capitolo finale contiene particolari paradossi spazio-temporali, nei quali Thursday incontra se stessa invecchiata ed apprende così, nel momento in cui le viene profetizzato che la sua morte non potrà avvenire prima di aver letto i dieci romanzi più noiosi al mondo, che sua nonna, la nonna Next che le aveva raccontato di essere vincolata da una simile profezia, è in realtà se stessa che viaggiando nel tempo ha incontrato la giovane Thursday aiutandola a non dimenticare Landen.

## Edizioni
- Jasper Fforde, Something Rotten, collana Thursday Next, Viking Adult, 2004,  pp. 320, ISBN 0-670-03359-6.
- Jasper Fforde, C'è del marcio, traduzione di Daniele A. Gewurz, collana Gli Alianti n° 161, Marcos y Marcos, 2008,  p. 490, ISBN 978-88-7168-490-1.